# Pi Recordings
Pi Recordings is een onafhankelijk Amerikaans platenlabel voor vernieuwende jazzmuziek. Het label is gevestigd in New York.
Het werd in 2001 opgericht door Seth Rosner, een jaar later kwam Yulun Wang als partner. De eerste releases van Pi Recordings waren twee platen van Henry Threadgill. Sindsdien zijn nog zo'n veertig albums uitgebracht (begin 2011). De belangrijkste musici die op het label uitkwamen zijn verder Marc Ribot, Muhal Richard Abrams, Steve Coleman, Art Ensemble of Chicago en Rudresh Mahanthappa.